# Давач положення дросельної заслінки
Давач положення дросельної заслінки — пристрій з системи управління двигуном внутрішнього згорання, що служить для визначення ступеня і швидкості відкриття дросельної заслінки. Фактично давач положення дросельної заслінки — це потенціометр, який змінює вихідну напругу відповідно до положення заслінки.

## Принцип роботи
Давач положення дросельної заслінки встановлений на тій же осі, що і сама заслінка. Він має три виходи: на перший подається напруга, другий сполучений з масою, а з третього електронний блок управління двигуном (ЕБУ) знімає сигнал. Коли заслінка закрита, напруга на давачу мінімально. Коли дросельна заслінка відкривається, напруга починає рости. Максимальна напруга досягається при повністю відкритій дросельній заслінці. У відповідності з цією інформацією, отриманою блоком управління двигуном, вибирається режим подачі палива.
Є два типи давача: контактний і безконтактний. Контактні елементи давача розміщуються на спеціальних доріжках. Коли вони переміщуються, відбувається зміна напруги. Безконтактний давач положення дросельної заслінки працює на використанні ефекту Холла. Іншими словами, у цій системі відсутні традиційні контакти. На місці рухомих контактів давача розташований еліпсний постійний магніт, а в корпусі знаходиться інтегральний давач Холла. При повороті дросельної заслінки змінюється магнітне поле і, відповідно, опір чутливого елемента — ця інформація зчитується електронним блоком управління.